# Alicia (album)
Pour les articles homonymes, voir Alicia.
Albums de Alicia Keys
Here
(2016) Keys
(2021)
Alicia est le septième album studio de la chanteuse américaine Alicia Keys sorti en 2020 sur le label RCA Records. Écrit et produit en grande partie par Alicia Keys, l'album comprend également des contributions à l'écriture et à la production de Swizz Beatz, Ludwig Göransson, Rob Knox, Johnny McDaid et The-Dream, entre autres.
L'album devait initialement sortir le 20 mars 2020, puis le 15 mai, avant d'être encore retardé en raison de la pandémie de COVID-19 . Sept singles sont sortis d’Alicia, dont le duo avec Miguel Show Me Love, Time Machine, Underdog et So Done, avec Khalid. Keys devrait se lancer dans Alicia - The World Tour en 2021 après le report des dates 2020 de la tournée en raison de la pandémie.
Musicalement, Alicia s'écarte de l'expérimentation ouverte du précédent album de l'artiste, Here (2016). Au lieu de cela, la musique revisite les styles de ses œuvres antérieures, y compris des ballades au piano et des chansons R&B basées sur la grosse caisse, bien qu'avec des hooks moins emphatiques. La direction de l'album, que Keys décrit comme "sans genre", est plutôt orientée vers l'évocation d'une humeur particulière et ne se conforme pas à une ambiance sonore particulière. Selon le critique pop en chef du New York Times, Jon Pareles, la musique «se creuse souvent autour d'elle, ouvrant de profonds abîmes de basse ou entourant une instrumentation clairsemée avec des échos vides».
En comparaison avec Here, Shakeena Johnson de Clash dit qu'Alicia est « moins pop et plus R&B ». Tout en jugeant l'album souvent une œuvre de R&B contemporain, Helen Brown de The Independent dit qu'il transmet des mélodies soul traditionnelles « à travers des sons plus étranges - et certainement plus éclectiques - qu'elle n'en a essayés auparavant ». Dans le processus, les chansons individuelles incorporent des éléments de styles particuliers, y compris le downtempo R&B (Show Me Love), le funk à l'ancienne (Time Machine), la soul influencée par le folk (Gramercy Park), dub (Wasted Energy), musique des Caraïbes (Underdog) et country (Gramercy Park). Plusieurs morceaux du milieu de l'album remplacent le piano par la guitare acoustique dans un style plus libre de néo soul . La dynamique de la musique tout au long est en grande partie downtempo et subtile, sauf pour Love Looks Better, qui est produit dans un style pop-soul plus élevé.

## Paroles et thèmes
Alicia continue dans la veine thématique socialement consciente de Here, présentant des récits personnels qui établissent des liens socio-politiques entre la vision du narrateur d'elle-même et du monde qui l'entoure. Alicia Keys dit que l'album reflète différentes dimensions de sa relation avec les gens dans leur ensemble et que l'écrire a encouragé une plus grande introspection. «Je n'ai jamais réalisé à quel point je ne montrais qu'une partie de moi-même», explique-t-elle. "Combien j'avais caché les parties qui exprimaient la colère, la rage, la sensualité ou la vulnérabilité."  Dans les observations de Pareles, la chanteuse prône l'équanimité «mais elle est souvent teintée d'ambivalence», reflétant «des appréhensions, des récriminations et des regrets» partagés dans ses mémoires contemporains More Myself (2020).
L'album s'ouvre sur Truth Without Love, qui met en avant l'idée que la vérité dans la société est devenue " insaisissable ". La chanson suivante, Time Machine, aborde les peurs de l'introspection et prône la poursuite de la libre pensée, plutôt que le désir du passé, comme moyen de parvenir à la paix de l'esprit. Underdog est une ode aux "jeunes enseignants, aux" étudiants en médecine "et aux" mères célibataires en attente d'un chèque à venir ". Des chansons telles que "Authors of Forever" véhiculent des appels plus positifs pour "l'espoir et le changement". Un sentiment d'espoir plus désespéré apparaît dans la série de clôture de l'album de performances pianos et vocales sans fioritures, "Perfect Way to Die" et "Good Job", qui thématisent respectivement la brutalité policière et les travailleurs essentiels. Le premier est écrit du point de vue d'une mère en deuil pour son fils, qui a été abattu par la police, tandis que le second est écrit en hommage aux "mères, aux pères, aux enseignants qui nous atteignent", etc. travailler une journée ordinaire.
Parmi les chansons d'amour de l'album, "3 Hour Drive" est un duo entre Keys et Sampha, qui déplorent tous deux la séparation d'un amant sur une progression d'accords descendante, tandis que "Show Me Love" et "Love Looks Better" expriment des relations plus confiantes entre amants. Tant la valse "Gramercy Park" que le duo Khalid "So Done" présentent un narrateur essayant de faire la paix avec avoir lutté pour apaiser les attentes des autres, avec ce dernier exprimant un départ de "me battre, aller en enfer" et allant dans le sens de "vivre comme je veux".

## Commercialisation
Le 17 septembre 2019, Keys a lancé le premier single de l'album, " Show Me Love ", et son clip vidéo d'accompagnement au Dolby Soho à New York. La première représentation télévisée de ce morceau a eu lieu le week-end dans le cadre de son set au Festival de musique iHeartRadio 2019. En novembre, Keys a été rejoint par Miguel, Pedro Capo et Farruko à la 20e édition des Latin Grammy Awards pour un medley d'une version espagnole de la chanson et " Calma ".
En décembre 2019, Keys a révélé le titre de l'album dans une interview au Billboard, tout en explicant que le travail sur l'album et ses mémoires était "la meilleure thérapie que j'ai jamais eue". Elle a officiellement annoncé Alicia le 20 janvier 2020, en publiant la pochette sur ses comptes de réseaux sociaux. L'album devait initialement sortir le 20 mars. Cependant, plus tôt ce mois-là, les services de streaming indiquaient la date du 15 mai  En raison de la pandémie COVID-19 (déclarée en mars), la publication a été reportée au 18 septembre.
En janvier 2020, Keys est revenu en tant qu'hôte pour les 62ème Grammy Awards annuels et a interprété le single " Underdog " lors de la cérémonie tout en étant rejoint par Brittany Howard. Le single a également figuré dans une publicité télévisée pour Amazon Music  et a été interprété par Keys sur The Ellen DeGeneres Show, The Graham Norton Show, BBC Radio 1 Live Lounge, and the iHeart Living Room Concert for Americ (en) (organisé en réponse à la pandémie de COVID-19). Avant la déclaration de la pandémie, "Underdog" a grimpé dans les charts et est devenu le single le plus réussi de Keys depuis " Girl on Fire " en 2012. "Good Job" et "Perfect Way to Die" ont été joués sur CNN et les BET Awards 2020, respectivement,. Keys a créé "Gramercy Park" pour les concerts Tiny Desk de NPR, aux côtés de "Underdog", "Show Me Love" et sa chanson de 2001 " Fallin ' ". Keys a lancé le septième single de l'album, "Love Looks Better", en direct lors du concert de lancement de NFL Network 2020 le 10 septembre. Au cours de la télédiffusion, elle a également interprété une reprise de " Lift Every Voice and Sing ", acclamée par la critique,.
La semaine de la sortie d' Alicia, Keys a fait des apparitions sur Good Morning America et le iHeartRadio Music Festival (en), ainsi qu'un concert virtuel en partenariat avec American Express pour coïncider avec la sortie mondiale de l'album le 18 septembre. Elle devrait également se lancer dans Alicia - The World Tour en 2021, après le report des dates 2020 de la tournée en raison de la pandémie,,.

## Accueil critique
Alicia a reçu des critiques généralement positives. Chez Metacritic, qui attribue une note normalisée sur 100 aux critiques de publications professionnelles, l'album a reçu une note moyenne de 75, sur la base de six critiques.
Sur NME en septembre 2020, Nick Levine a été impressionné par la sensation musicale cohérente et l'habileté derrière les ballades de Keys, qui, selon lui, émanent d'une énergie positive bien intentionnée et d'un engagement politique empathique. Il pensait également que la sortie reportée de l'album au milieu de la pandémie avait rendu le sujet plus opportun et plus thérapeutique pour les auditeurs. Sal Cinquemani sur Slant Magazine a également salué le contenu et comparé à « la pop politique le plus efficace », en disant que l'artiste « établit un juste équilibre entre l' espoir et le désespoir ». Tout en soulignant les collaborations au style plus radical dans "Wasted Energy" et "Me x 7", il a conclu qu'Alicia est "à la fois son album le plus accessible et le plus tourné vers l'avenir depuis des années". Will Hodgkinson, dans The Times, l'a déclaré "chansons emblématiques de la vie moderne de la royauté R&B" et a salué le retour de Keys aux sons sophistiqués de son premier album, Songs in A Minor (2001).
Plusieurs critiques ont souligné le chant de Keys sur l'album. Dans le Sunday Times, Dan Cairns a déclaré que les compositions étaient à égalité avec l'écriture "classique" de ses premiers albums tout en accentuant sa voix, qu'il a décrite comme "brulante, plongeante, dispersée, richement nuancée, déployant une passion et une épingle à gorge - retenue de goutte ". Le journaliste de Le The Arts Desk (en) Joe Muggs a distingué ses performances sur "Perfect Way to Die", "Wasted Energy" et "Time Machine", où sa "gamme multi-octave est utilisée de manière fantastique pour s'harmoniser avec elle-même". Tout en observant quelques exemples de techniques de chant flashy ailleurs, il s'est demandé si l'album dans son ensemble fait allusion à "un album de Keys où elle laisse tomber le showbiz et lance les jams tout du long". Andy Kellman, critique d' AllMusic, a trouvé qu'Alicia était interprétée "avec certaines de ses voix les plus nuancées", mais a été moins impressionné par le contenu, dont le meilleur, selon lui, était déjà sorti en single. En fin de compte, il a considéré l'album comme "le travail le plus modéré de Keys, apparemment couvert avec un objectif de plaire au plus grand nombre d'auditeurs possible".

## Liste des titres
Crédits tirés d'Apple Music
| 1.    | Truth Without Love                         | - Alicia Keys - Khirye Taylor - Damien Romel Farmer III - Justus Alexander West - Larrace "1500 or Nothin'" Dopson - Kasseem "Swizz Beatz" Dean - Terius "The-Dream" Nash | - 1500 or Nothin' - Taylor                                       | 2:34 |
| 2.    | Time Machine                               | - Keys - Sebastian Kole - Robin "Rob Knox" Tadross | - Keys - Rob Knox                                                | 4:30 |
| 3.    | Authors of Forever                         | - Keys - Johnny McDaid - Jonny Coffer | - Keys - McDaid - Coffer - Mark Ronson                           | 3:37 |
| 4.    | Wasted Energy (featuring Diamond Platnumz) | - Keys - Ariowa Irosognie - Kali McLoughlin - Nathaniel J. Warner - Richard Isong                                                                                         | P2J                                                              | 4:19 |
| 5.    | Underdog                                   | - Keys - Ed Sheeran - Foy Vance - Amy Wadge - McDaid - Coffer | - Keys - McDaid                                                  | 3:24 |
| 6.    | 3 Hour Drive (featuring Sampha)            | - Keys - James Napier - Sampha Lahai Sisay | - Keys - Sampha                                                  | 4:01 |
| 7.    | Me x 7 (featuring Tierra Whack)            | - Keys - Jeremiah "Sick Pen" Bethea - Patrick William Postlewait - J. Pierre Medor - Christopher Stewart - Samuel Kirk Thomas - Tierra Whack                              | - Tricky Stewart - Postlewait (co.) - Medor (co.) - Thomas (co.) | 3:32 |
| 8.    | Show Me Love (featuring Miguel)            | - Keys - Daystar Peterson - Miguel Pimentel - Morgan Matthews | - Keys - Matthews                                                | 3:08 |
| 9.    | So Done (featuring Khalid)                 | - Keys - Khalid Robinson - Ludwig Göransson | Göransson                                                        | 3:54 |
| 10.   | Gramercy Park                              | - Keys - Napier - [Sam Roman | - Keys - Jimmy Napes                                             | 3:12 |
| 11.   | Love Looks Better                          | - Keys - Larrance Dopson - Ryan Tedder - Noel Zancanella | - Keys - Tedder - Zancanella - 1500 or Nothin' (co.)             | 3:23 |
| 12.   | You Save Me (featuring Snoh Aalegra)       | - Keys - Snoh Aelgera | Keys                                                             | 3:41 |
| 13.   | Jill Scott (featuring Jill Scott)          | - Keys - Thomas Wright Scott - Delano "Sean C" Matthews - Dean - Jill Scott Williams - Marvin McCray                                                                      | Sean C                                                           | 4:05 |
| 14.   | Perfect Way to Die                         | - Keys - Kole | - Keys - Kole                                                    | 3:31 |
| 15.   | Good Job                                   | - Keys - Nash - Dean - Avery "Avenue Beatz" Chambliss | Keys                                                             | 3:53 |
| 54:40 |                                            | |                                                                  |      |

| 16. | Show Me Love (featuring 21 Savage & Miguel) | - Keys - Peterson - Pimentel - Matthews - Shéyaa Bin Abraham-Joseph | - Keys - Matthews | 3:59 |